# Ђевђир
Ђевђир (тур. kevgir) је кухињска посуда која има перфорирано (рупичасто) дно и служи за цеђење куване тестенине, кромпира, меса, пиринча или бланшираног поврћа. Осим тога употребљава се и за прање воћа (најчешћем грожђа)и поврћа или чак за пасирање или цеђење сока од воћа или поврћа.
У изворном облику су то металне или земљане округле конусне посуде. У новије време се углавном праве од лаких метала попут алуминијума или нерђајућег челика или од дрвета али последњих година почеле су да се масовно производе од пластике.

## Извор
Извор: http://stvarukusa.rs/pojam/devdir Архивирано на веб-сајту  (7. април 2014)
- http://tr.wikipedia.org/wiki/Kevgir